# ウィル・アイアトン
ウィリアム・オーガスティン・アイアトン（William Augustine Ireton, 1988年12月21日 - ）は、日本出身のアナリスト、通訳、元プロ野球選手（内野手）、コーチ。現在はロサンゼルス・ドジャース球団職員として大谷翔平担当の通訳を務める。

## 経歴
父は日系2世でワーナーエンターテイメントジャパン（現・ワーナー ブラザーズ ジャパン合同会社）元代表取締役社長だったウィリアム・アイアトン、母はフィリピン人。兄マシュー・アイアトンは吉本興業のアメリカ法人であるYoshimoto Entertainment U.S.A., Inc.のCEO。男4人、女1人の5人兄弟（次男が当人）であり、弟はスタンドアップコメディアンのトーマス・アイアトン（兄弟4番目かつ3男。同性愛者を公表している）。姉は「ロバータ」名義でタレントとして活動していたこともあるロバータ・アイアトン（一時期は吉本興業に所属していたこともあり、友人のゆりやんレトリィバァとInstagramの共同アカウントを開設している）
東京都で生まれ15歳まで日本で過ごした。
渡米後、ハワイ州のミッド・パシフィック・インスティテュート、カリフォルニア州ロサンゼルス市のオクシデンタル大学とメンロー大学に進学。大学卒業時（卒業式では総代としてスピーチした映像が残っている）の2012年、トライアウトを経て2013 ワールド・ベースボール・クラシック予選でのフィリピン代表入りを果たす。引退後の2015年にはGMとしてフィリピン代表の編成業務にも携わっている。
2013年にはテキサス・レンジャーズとマイナー契約し、傘下のヒッコリー・クロウダッズ（A+級）でプレーするも1年で引退。
レンジャーズ・ニューヨーク・ヤンキースの2球団でのインターン、東京でのマネージメント会社（吉本興業スポーツマネジメント部門の社員として2015年入社）勤務を経て2016年に前田健太の通訳としてドジャースに参加。通訳として前田に届けられるデータの説明を行ううちデータに興味を示すようになり、2019年からは傘下オクラホマシティ・ドジャース（3A）でデータコーチに転身、翌2020年にはメジャーに昇格しパフォーマンス・オペレーション担当。
2022年からはドジャースのパフォーマンス・オペレーション主任としてチームに帯同しデータ分析を担当。2024年の開幕直後からは、不祥事で球団から解雇を受けた水原一平に代わり大谷翔平の担当として通訳業に復帰。

## 人物
人当たりがよく礼儀正しい性格。前田の通訳時代には、チームの打撃練習時に選手に混ざって球拾いを行う、チームのモチベーションを高めるために試合前にダンスをするなどのエピソードが残っている。
将来は「いつかGMになってみたい」とインタビューで答えている。